# Thai League Cup 2013
Der Thai League Cup 2013 war die vierte Saison in der zweiten Ära eines Fußballwettbewerbs in Thailand. Das Turnier wurde von Toyota gesponsert und war daher auch als Toyota League Cup (thailändisch โตโยต้า ลีกคัพ) bekannt.  Das Turnier begann mit der ersten Qualifikationsrunde am 2. Februar 2013 und endete mit dem Finale am 23. November 2013.

## Termine
| Runde                  | Datum                                                |
| ---------------------- | ---------------------------------------------------- |
| 1. Qualifikationsrunde | 2. Februar 2013 3. Februar 2013                      |
| 2. Qualifikationsrunde | 9. Februar 2013 10. Februar 2013                     |
| 1. Runde               | 21. März 2013 23. März 2013 24. März 2013            |
| 2. Runde               | 1. Mai 2013 8. Mai 2013 15. Mai 2013                 |
| Achtelfinale           | 5. Juni 2013 15. Juni 2013                           |
| Viertelfinale          | 10. Juli 2013 31. Juli 2013                          |
| Halbfinale             | 4. September 2013 18. September 2013 2. Oktober 2013 |
| Finale                 | 23. November 2013                                    |

## Spiele

### 1. Qualifikationsrunde

#### Northern Region
| Datum           |                    | Ergebnis |                |
| --------------- | ------------------ | -------- | -------------- |
| 2. Februar 2013 | Uthai Thani Forest | 2:0      | Nan FC         |
| 2. Februar 2013 | Chiangrai City FC  | 0:5      | Phitsanulok FC |
| 3. Februar 2013 | Nakhon Sawan FC    | 0:1      | Phayao FC      |

#### North Eastern Region
| Datum           |                    | Ergebnis |                 |
| --------------- | ------------------ | -------- | --------------- |
| 2. Februar 2013 | Amnat Charoen Town | 1:2      | Kalasin FC      |
| 2. Februar 2013 | Surin City FC      | 0:2      | Nong Khai FC    |
| 3. Februar 2013 | Nong Bua Lamphu FC | 1:0      | Sakon Nakhon FC |

#### Bangkok & Field Region
| Datum           |                        | Ergebnis |                            |
| --------------- | ---------------------- | -------- | -------------------------- |
| 3. Februar 2013 | Raj-Vithi FC           | 1:2      | RBAC FC                    |
| 3. Februar 2013 | Assumption Thonburi FC | 4:3      | Kasem Bundit University FC |
| 3. Februar 2013 | Customs United         | 1:2      | Kasetsart University       |

#### Central/West Region
| Datum           |                | Ergebnis |                   |
| --------------- | -------------- | -------- | ----------------- |
| 2. Februar 2013 | Angthong FC    | 3:4      | Grakcu Looktabfah |
| 2. Februar 2013 | Phetchaburi FC | 1:0      | Prachuap FC       |

#### Central/East Region
| Datum           |                 | Ergebnis |                        |
| --------------- | --------------- | -------- | ---------------------- |
| 3. Februar 2013 | Chanthaburi FC  | 5:2      | Chachoengsao Hi-Tek FC |
| 3. Februar 2013 | Club Rayong FC  | 0:3      | Luk Isan-Thai Air      |
| 3. Februar 2013 | Samut Sakhon FC | 2:3      | Rajpracha-BTU          |

#### Southern Region
| Datum           |                  | Ergebnis |                |
| --------------- | ---------------- | -------- | -------------- |
| 2. Februar 2013 | Pattani FC       | 0:1      | Yala United FC |
| 2. Februar 2013 | Ranong United FC | 1:2      | Phattalung FC  |

### 2. Qualifikationsrunde

#### Northern Region
| Datum            |                    | Ergebnis |                  |
| ---------------- | ------------------ | -------- | ---------------- |
| 9. Februar 2013  | Phichit FC         | 4:1      | Kamphaengphet FC |
| 10. Februar 2013 | Phetchabun FC      | 0:1      | Phrae United FC  |
| 10. Februar 2013 | Lamphun Warrior FC | 3:0      | Uttaradit FC     |

#### North/Easterm Region
| Datum           |               | Ergebnis |                 |
| --------------- | ------------- | -------- | --------------- |
| 9. Februar 2013 | Udon Thani FC | 5:0      | Mahasarakham FC |
| 9. Februar 2013 | Roi Et United | 2:0      | Yasothon United |

### 1. Runde
| Datum         |                                | Ergebnis              |                         |
| ------------- | ------------------------------ | --------------------- | ----------------------- |
| 21. März 2013 | Lamphun Warrior FC             | 3:2                   | Trat FC                 |
| 23. März 2013 | Phang Nga FC                   | 0:1                   | Chainat FC              |
| 23. März 2013 | Phuket FC                      | 0:1                   | PTT Rayong FC           |
| 23. März 2013 | Trang FC                       | 1:0                   | Pattaya United          |
| 23. März 2013 | Luk Isan-Thai Air              | 2:3                   | Buriram United          |
| 23. März 2013 | Krung Thonburi FC              | 0:1                   | Muangthong United       |
| 23. März 2013 | Maptaphut Rayong FC            | 2:0                   | Rayong United FC        |
| 23. März 2013 | Nong Bua Lamphu FC             | 1:2                   | Krabi FC                |
| 23. März 2013 | Phichit FC                     | 2:2 n. V. (7:5 i. E.) | Bangkok FC              |
| 23. März 2013 | Air Force AVIA                 | 4:1 n. V.             | Osotspa Saraburi FC     |
| 23. März 2013 | Phattalung FC                  | 1:4                   | Rayong FC               |
| 23. März 2013 | RBAC                           | 1:2                   | BBCU FC                 |
| 23. März 2013 | Prachinburi United FC          | 0:2                   | Ratchaburi FC           |
| 23. März 2013 | Hua Hin City FC                | 1:3                   | Samut Songkhram FC      |
| 23. März 2013 | Raj-Pracha FC                  | 0:4                   | Chonburi FC             |
| 23. März 2013 | Phrae United FC                | 0:0 n. V. (5:4 i. E.) | Bangkok Glass           |
| 23. März 2013 | Phetchaburi FC                 | 1:2                   | Chiangrai United        |
| 23. März 2013 | Lampang FC                     | 1:1 n. V. (4:5 i. E.) | Nakhon Pathom United FC |
| 24. März 2013 | Kasetsart University FC        | 0:6                   | Police United           |
| 24. März 2013 | Udon Thani FC                  | 2:0                   | Singhtarua FC           |
| 24. März 2013 | Roi Et United FC               | 0:2                   | Siam Navy FC            |
| 24. März 2013 | Assumption College Thonburi FC | 0:2                   | Army United             |
| 24. März 2013 | Samut Prakan United FC         | 0:0 n. V. (2:3 i. E.) | Songkhla United FC      |
| 24. März 2013 | Uthai Thani FC                 | 1:2                   | Khon Kaen FC            |
| 24. März 2013 | Phitsanulok FC                 | 1:2                   | Suphanburi FC           |
| 24. März 2013 | Sriracha FC                    | 1:1 n. V. (5:3 i. E.) | Sisaket FC              |
| 24. März 2013 | Looktabfah FC                  | 0:0 n. V. (3:2 i. E.) | TOT SC                  |
| 24. März 2013 | TTM FC                         | 1:4                   | BEC Tero Sasana FC      |
| 24. März 2013 | Royal Thai Fleet FC            | 1:0                   | Bangkok United          |
| 24. März 2013 | Laem Chabang City FC           | 1:1 n. V. (1:2 i. E.) | Nakhon Ratchasima FC    |
| 24. März 2013 | Kalasin FC                     | 1:1 n. V. (6:5 i. E.) | Ayutthaya FC            |
| 24. März 2013 | Nong Khai FC                   |                       |                         |

### 2. Runde
| Datum        |                      | Ergebnis              |                         |
| ------------ | -------------------- | --------------------- | ----------------------- |
| 1. Mai 2013  | Phrae United FC      | 0:2                   | Air Force AVIA FC       |
| 8. Mai 2013  | Siam Navy FC         | 2:1                   | Suphanburi FC           |
| 8. Mai 2013  | Lamphun Warrior FC   | 0:1                   | Ratchaburi FC           |
| 8. Mai 2013  | Looktabfah FC        | 2:2 n. V. (7:5 i. E.) | Chainat FC              |
| 8. Mai 2013  | Krabi FC             | 1:2                   | PTT Rayong FC           |
| 8. Mai 2013  | Nakhon Ratchasima FC | 2:1                   | Nakhon Pathom United FC |
| 8. Mai 2013  | Khon Kaen FC         | 2:2 n. V. (5:3 i. E.) | BEC Tero Sasana FC      |
| 8. Mai 2013  | Nong Khai FC         | 1:4                   | Police United           |
| 8. Mai 2013  | BBCU FC              | 0:1 n. V.             | Army United             |
| 8. Mai 2013  | Trang FC             | 0:1                   | Chonburi FC             |
| 8. Mai 2013  | Udon Thani FC        | 2:1 n. V.             | Samut Songkhram FC      |
| 8. Mai 2013  | Sriracha FC          | 1:2 n. V.             | Songkhla United FC      |
| 8. Mai 2013  | Phichit FC           | 0:6                   | Chiangrai United        |
| 8. Mai 2013  | Maptaphut Rayong FC  | 1:2                   | Rayong FC               |
| 8. Mai 2013  | Kalasin FC           | 0:5                   | Buriram United          |
| 15. Mai 2013 | Royal Thai Fleet FC  | 0:1                   | Muangthong United       |

### Achtelfinale
| Datum        |                      | Ergebnis              |                    |
| ------------ | -------------------- | --------------------- | ------------------ |
| 5. Juni 2013 | Rayong FC            | 4:2                   | Police United      |
| 5. Juni 2013 | Ratchaburi FC        | 7:1                   | Khon Kaen FC       |
| 5. Juni 2013 | Udon Thani FC        | 1:0                   | Songkhla United FC |
| 5. Juni 2013 | Buriram United       | 3:1                   | Siam Navy FC       |
| 5. Juni 2013 | Nakhon Ratchasima FC | 2:1 n. V.             | Muangthong United  |
| 5. Juni 2013 | Chiangrai United     | 0:0 n. V. (5:6 i. E.) | Chonburi FC        |
| 5. Juni 2013 | Looktabfah FC        | 2:0                   | Air Force AVIA FC  |
| 5. Juni 2013 | PTT Rayong FC        | 1:2 n. V.             | Army United        |

### Viertelfinale
| Datum            |                | Gesamt |                      | Hinspiel | Rückspiel |
| ---------------- | -------------- | ------ | -------------------- | -------- | --------- |
| 3./31. Juli 2013 | Army United    | 1:2    | Nakhon Ratchasima FC | 1:0      | 0:2       |
| 3./31. Juli 2013 | Ratchaburi FC  | 3:2    | Chonburi FC          | 1:0      | 2:2       |
| 3./31. Juli 2013 | Rayong FC      | 3:2    | Looktabfah FC        | 1:1      | 2:1       |
| 3./31. Juli 2013 | Buriram United | 3:1    | Udon Thani FC        | 1:0      | 2:1       |

### Halbfinale
| Datum                         |               | Gesamt          |                      | Hinspiel | Rückspiel |
| ----------------------------- | ------------- | --------------- | -------------------- | -------- | --------- |
| 18. September/2. Oktober 2013 | Ratchaburi FC | 1:1 (5:4 i. E.) | Nakhon Ratchasima FC | 0:0      | 1:1 n. V. |
| 4. September/2. Oktober 2013  | Rayong FC     | 5:1             | Buriram United       | 1:0      | 0:5       |

### Finale
| Datum                    |               | Ergebnis |                |
| ------------------------ | ------------- | -------- | -------------- |
| 23. November 2013, 18:00 | Ratchaburi FC | 1:2      | Buriram United |

#### Spielstatistik
| Paarung              | Ratchaburi Mitr Phol – Buriram United |
| Ergebnis             | 1:2 (1:0) |
| Datum                | 23. November 2013 um 18:00 Uhr |
| Stadion              | Thammasat Stadium, Pathum Thani |
| Schiedsrichter       | Kim Hee-gon ( Südkorea) |
| Tore                 | 1:0 Douglas (10.) 1:1 Osmar Ibáñez (50.) Elfmeter 1:2 Adisak Kraisorn (65.) |
| Ratchaburi Mitr Phol | Teerath Nakchamnarn – Jang Gil-hyeok (83. Banluesak Yodyingyong), Prayad Boonya , Henri Jöel (82. José Luis Cordero), Ekkaluck Thongkit, Sila Srikampang – Rattana Petch-Aporn, Naruphol Ar-romsawa, Nares Thongkomol (75. Anuwat Nakkasem) – Douglas, Jhon Obregón Cheftrainer: Iván Palanco ( Spanien) |
| Buriram United       | Siwarak Tedsungnoen – Osmar Ibáñez, Tanasak Srisai, Chitipat Tanklang (46. Adisak Kraisorn) – Carmelo González, Suchao Nuchnum (75. Charyl Chappuis), Jakkaphan Kaewprom, Jirawat Makarom, Anawin Jujeen, Kai Hirano (85. Suree Sukha), Manuel Redondo Cheftrainer: Alejandro Menéndez García ( Spanien) |
| Gelbe Karten         | Sila Srikampang (18.), Ekkaluck Thongkit (37.) – Carmelo González (20.), Kai Hirano (56.), Adisak Kraisorn (90.+6) |
| Platzverweise        | Douglas (47.) – Adisak Kraisorn (90.+7) |

#### Auswechselspieler
| Auswechselspieler | Auswechselspieler |
| --- | --- |
| Ratchaburi Mitr Phol | Buriram United |
| - Ukrit Wongmeema - Chakrit Rawanprakone - Wutthisak Maneesook - Suriya Ahasimae - José Luis Cordero (82.) ▲ - Pongsakorn Junhom - Banluesak Yodyingyong (83.) ▲ - Narentorn Rasee - Anuwat Nakkasem (75.) ▲ | - Yotsapon Teangdar - Theerathon Bunmathan - Charyl Chappuis (75.) ▲ - Ekkachai Sumrei - Surat Sukha - Suriya Domtaisong - Adisak Kraisorn (46.) ▲ - Suree Sukha (85.) ▲ - Adit Phataraprasit - Ernesto |